# Sonic der irre Igel
Sonic der irre Igel (Original Adventures of Sonic the Hedgehog) ist eine Zeichentrick-Fernsehserie aus den Jahren 1993 bis 1996, die im Universum der Spieleserie Sonic the Hedgehog spielt und 66 Episoden umfasst. Die Serie wurde in Deutschland auf Kabel 1 bei Bim Bam Bino und auf RTL II bei Vampy gezeigt.
Die Serie behandelt mit Slapstick-Humor den niemals erfolgreichen Versuch des bösen Wissenschaftlers Dr. Robotnik, mithilfe seiner inkompetenten Roboter Scratch und Grounder die Weltherrschaft des Planeten Mobius an sich zu reißen, weil Sonic the Hedgehog und Miles Tails Prower seine Pläne immerzu durchkreuzen. Manche Figuren dieser Serie tauchen auch im Videospiel Dr. Robotnik’s Mean Bean Machine (1993) auf.
Jede Episode endete mit einer „Sonic Says“-Passage, in dem Sonic in einem etwa 1-mütigen Kurzfilm pädagogische Apelle an die Hauptzielgruppe der Kinder richtet – Beispielsweise dass man die Notrufnummer nicht missbrauchen, keinen Alkohol trinken, nicht über eine rote Ampel laufen oder sich nicht von Fremden berühren lassen und seine Eltern darüber informieren soll.
Die letzte Episode der Serie wurde als Weihnachts-Special erst am 26. November 1996 nach jahrelanger Pausierung der Serie veröffentlicht. Von diesem Special existiert daher auch keine deutsche Synchronisation.
Es ist die erste Sonic-TV-Serie, gefolgt von Sonic SatAM (1993–1994), Sonic Underground (1999), Sonic X (2003–2005), Sonic Boom (2014–2017) und Sonic Prime (2022–2024).

## Handlung
Der bösartige Wissenschaftler Dr. Robotnik plant, die Weltherrschaft auf seinem Heimatplaneten Mobius an sich zu reißen und baut dazu eine Armee von Robotern, die jedoch immerzu vom gefeierten Helden Sonic dem Igel besiegt oder ausgetrickst werden. Daraufhin schöpft Dr. Robotnik seine besten Möglichkeiten und Kapazitäten aus, um zwei ultimative Roboter zu erschaffen, die „Sonic-Super-Such-und-Schnapp-Sondereinheit“, bestehend aus einem Roboter namens Scratch in der Gestalt eines humanoiden Hahns sowie Grounder, einem Roboter auf planierraupenartigen Ketten mit Bohrarmen, die sich entgegen aller Erwartungen sehr ungeschickt und schusselig anstellen. Im Hintergrund ist es einzig der affenähnliche Roboter Coconuts, der heimlich mit Taten den Rang von Scratch und Grounder ablaufen will.
Die meisten Episoden der Serie sind von der Handlung in sich abgeschlossen und erzählen fast immer davon, wie die neusten Pläne von Dr. Robotnik, Scratch und Grounder von Sonic und Tails vereitelt werden. Dabei werden jedoch auch immer neue Charaktere eingeführt, wie den übermotivierten, hausierenden Verkäufer Wes Weasley, der Dr. Robotnik und seinen Robotern in einigen Episoden immer wieder vielversprechende, aber meist verrückte und unbrauchbare Dinge andreht. Ebenfalls immer wiederkehrende Auftritte hat Dr. Robotniks Mutter, genannt Mama Robotnik, die so energiegeladen, reizbar und bösartig ist, dass sich sogar ihr Sohn vor ihr fürchtet. Hingegen ist Professor von Schlemmer ein komplett durchknallter Wissenschaftler, der Sonic und Tails mehrere Male hilft.
In einer über mehrere Folgen zusammenhängenden Geschichte mit der intensivsten Handlung der Serie reisen Dr. Robotnik, Scratch und Grounder mit einer Zeitmaschine, die gezwungenerweise von Professor Keinstein gebaut wurde, durch die Zeit, um die vier mächtigen Chaos Smaragde, die alle jeweils andere Formen haben und dem Träger verschiedene Fähigkeiten verleihen, zu suchen. Professor Keinstein wendet sich daraufhin an Sonic und Tails, welche den Bösewichten mit anderen von ihm gebauten Zeitmaschinen durch die Zeitepochen folgen sollen. Im Piraten-Zeitalter kommt es zur Wettsuche nach dem Chaos Smaragd der Unsichtbarkeit, der den Träger unsichtbar macht, im Mittelalter erlangt Dr. Robotnik kurzzeitig den Chaos Smaragd der Unbesiegbarkeit, der ihn unschlagbar macht und in den Pyramiden des antiken Ägypten muss sich Dr. Robotnik seinen eigenen Vorfahren stellen, um den Chaos Smaragd des ewigen Lebens zu erhalten. Alle drei Male kann Sonic dem Chaos Smaragd wieder den rechtmäßigen Eigentümer zurückbringen, doch in der Steinzeit reißt Dr. Robotnik den Chaos Smaragd an sich, mit dem er Gegenstände zum Leben erwecken kann. Er kann einen lebendig gewordenen Vulkan auf Sonic und Tails hetzen und sammelt daraufhin schnell die drei anderen Chaos Smaragde der vorherigen Epochen erneut ein, woraufhin er zu einem allmächtigen, riesigen Gott wird. Als Sonic und Tails auf Dr. Robotnik treffen, hat dieser bereits die Welt unterjocht und nimmt Opfergaben der Bewohner von Mobius an, ehe er Sonic und Tails mit einer Zeitreise bis zum Anfang aller Zeit, dem bevorstehenden Urknall, zurückschickt. Diesem können die Helden nur knapp entkommen, ehe Sonic die Idee kommt, durch Zeitreisen mehrere Versionen seiner selbst auf dieselbe Zeitebene zu bekommen. Mit insgesamt zehn Sonics und zehn Tails’ können Dr. Robotnik die Chaos Smaragde wieder abgenommen werden und die Welt ist erneut gerettet.
In der 65. und vorerst letzten in den USA ausgestrahlten Folge der Serie, Hero of the Year, kommen fast alle Charaktere erneut zusammen, um ihre Zeit mit Sonic Revue passieren zu lassen. Dabei werden mit Rückblenden des jeweiligen Charakters Szenen der damaligen Ereignisse nochmals gezeigt. In der finalen 66. Episode, dem Weihnachtsspecial Sonic Christmas Blast, zwingt Dr. Robotnik an Weihnachten den Weihnachtsmann zum Rücktritt, um selbst der neue Weihnachtsmann zu werden. Sonic rettet den echten Weihnachtsmann aus Dr. Robotniks Gefangenschaft, der jedoch Sonic zu seinem Nachfolger bestimmt, woraufhin Sonic an alle Menschen Geschenke verteilt. In der letzten Minute der Serie taucht erstmals Sally Acorn aus der zweiten TV-Serie Sonic SatAM (1993–1994) und den Sonic-Comics des Archie-Verlags auf, welche besonders viele Geschenke und einen Kuss von Sonic erhält.

## Figuren
- Sonic der Igel

Sonic ist öffentlich als der gefeierte Held des Planeten Mobius bekannt. Er kann mit Schallgeschwindigkeit rennen, ist leicht überheblich, ist schnell ungeduldig und hat einen starken Gerechtigkeitssinn, weswegen er vielen Nebencharakteren zur Hilfe kommt. Er hat seinen besten Freund Tails fast immer an seiner Seite und nimmt Dr. Robotnik, Scratch und Grounder nicht wirklich ernst. Oftmals verkleidet sich Sonic hier auch, was von anderen Charakteren dann nicht erkannt wird. In dieser Serie wird Sonics Vorliebe für Chilidogs in fast jeder Episode thematisiert, behandelt oder erwähnt.
- Miles Tails Prower

Der zweischwänzige Fuchs ist der beste Freund von Sonic. Seine zwei Fuchsschwänze kann er zum Fliegen oder zum schnelleren Rennen nutzen, um so mit Sonic mitzuhalten. Er ist noch sehr jung, teils noch etwas ängstlich und bleibt daher fast immer in Sonics Nähe. Doch auch in dieser Serie zeigt sich Tails’ technisches Geschick, als er auf dem Schrottplatz alte Autos repariert.
- Dr. Robotnik

Der Erzfeind von Sonic. Dr. Robotnik will die Weltherrschaft übernehmen, was Sonic jedoch stets vereitelt. Er ist ein stark übergewichtiger menschlicher Charakter mit einer großen rosa Nase, einem kahlen Kopf und einem markanten orangen Schnurrbart. Er hat ein unbeherrschbares Temperament und lässt sich schnell auf die Palme bringen. Dr. Robotnik erschuf unter anderem die Roboter Scratch, Grounder und Coconuts, jedoch auch Robotnik Jr. und Breezie. Vor seiner eigenen Mutter fürchtet er sich jedoch selbst.
- Scratch und Grounder

Die von Dr. Robotnik in der ersten Folge geschaffene „Sonic-Super-Such-und-Schnapp-Sondereinheit“: Scratch hat das Erscheinungsbild eines humanoiden, großen Hahns und Grounder ist ein grüner Roboter, der sich wie eine Planierraupe fortbewegt und Bohrarme hat. Sie sollen Sonic und Tails aus dem Weg zu räumen, stellen sich dabei jedoch sehr ungeschickt und schusselig an oder beginnen, sich gegenseitig zu streiten. Selbst wenn Sonic ihnen mal in die Falle tappt, so kann dieser sich meist geschickt wieder herausreden, indem er Scratch und Grounder überlistet. Sie treten auch im Videospiel Dr. Robotnik’s Mean Bean Machine (1993) auf.
- Coconuts

Coconuts ist ein kleiner roter Roboter in der Gestalt eines Affen mit einer Glühbirne auf dem Kopf, die immer aufleuchtet, wenn er eine Idee hat und bereits vor Scratch und Grounder von Dr. Robotnik gebaut wurde, um Sonic zu erledigen. Zumeist beschäftigt Dr. Robotnik ihn als Kloputzer, erst wenn Coconuts aufgrund kleinerer Erfolge, beispielsweise guter Ideen zur Bekämpfung von Sonic befördert wird, müssen Scratch und Grounder stattdessen die Toiletten reinigen. Zumeist sorgt dann Coconuts aber auch selbst dafür, dass er in der Gunst von Dr. Robotnik wieder sinkt und die Rollen wieder getauscht werden. Er tritt auch im Videospiel Dr. Robotnik’s Mean Bean Machine (1993) auf.
- Mama Robotnik

Die Mutter von Dr. Robotnik taucht immer wieder auf und erkundigt sich bei ihrem Sohn, ob er bereits die Welt erobert hat. Da er dies nicht vorweisen kann, wird sie fuchsteufelswild und beschließt dann zumeist, selbst im Kampf gegen Sonic einzugreifen. Sonic und Tails sehen Mama Robotnik hingegen als echte Bedrohung und ihre Pläne tragen zumeist Früchte, werden aber auch letzten Endes vereitelt. Sie sorgt sich aber auch um die weitere Außendarstellung ihres Sohnes, zum Beispiel für Foto- oder Pressetermine. Als in einer Folge eine potenzielle Schwiegertochter auftritt, kommt es zu einem irren Schlagabtausch der beiden Furien. Dr. Robotnik sieht aus, wie aus ihrem Gesicht geschnitten, wobei Mama Robotnik in manchen Episoden denselben Schnurrbart trägt und in anderen wiederum gar keinen Bartwuchs hat.
- Robotnik Jr.

Ein von Dr. Robotnik geschaffener Roboter in der Gestalt eines pupertären Sohnes, der sich gegenüber Dr. Robotnik jedoch sehr rüpelhaft verhält und sich stattdessen mit Sonic anfreundet. Daraufhin wird er von Dr. Robotnik verstoßen und Robotnik Jr. wendet sich im Kampf sogar gegen seinen Schöpfer.
- Breezie

Ein von Dr. Robotnik geschaffener Roboter in der Gestalt eines attraktiven, weiblichen Igels, dessen Reize Sonic vorübergehend betören können. Erst als sie mit Wasser in Verbindung kommt und damit im wahrsten Sinne des Wortes die Sicherungen durchbrennen, kommt Sonic wieder zur Besinnung. Taucht jedoch immer wieder hin und wieder auf.
Weitere, immer wiederkehrende Charaktere sind Wes Weasley, der hausierende Verkäufer der Dr. Robotnik und seinen Robotern in einigen Episoden immer wieder vielversprechende, aber meist verrückte und unbrauchbare Dinge andreht, Professor von Schlemmer, ein gutartiger, aber komplett durchknallter Wissenschaftler, der Sonic und Tails mehrere Male hilft, Professor Keinstein, ein Wissenschaftler in der Gestalt eines Hundes, der von Dr. Robotnik gezwungen wird, eine Zeitmaschine zu bauen, dies dann aber auch für Sonic und Tails tut, Dr. Robotniks Rivale aus Kindheitstagen Dr. Brandon Quark, der ebenfalls Maschinen baut, die Bären-Brüder oder der kleine Roboter. In der letzten Minute der letzten Episode tritt erstmals Sally Acorn, bekannt aus Sonic SatAM (1993–1994), auf.

## Synchronisation
Sonics englische Stimme war erstmals Jaleel White, die auch in den folgenden zwei Serien beibehalten wurde. In der Pilotfolge wurde Tails noch von Russi Taylor gesprochen, doch letztlich übernahm in der Serie dann Christopher Welch diese Rolle. Im Jahre 1996 wurde Tails in der finalen Episode von Chris Turner gesprochen. Außerdem war Jim Cummings in der Pilotfolge die englische Stimme von Dr. Robotnik und wurde für die Serie zwar durch Long John Baldry ersetzt, jedoch wurde Jim Cummings in der zweiten Serie Sonic the Hedgehog dann doch als Dr. Robotnik eingesetzt.
Da die Serien Sonic der irre Igel und Sonic the Hedgehog kurz nacheinander auf Deutsch umgesetzt wurden, haben Sonic, Tails und Dr. Robotnik in beiden Serien dieselben Synchronsprecher. 
Der 14-jährige Wanja Gerick stellte vor Einbruch seines Stimmbruchs die erste, deutsche Stimme von Tails dar. Fünf Jahre später sprach er in Sonic Underground (1999, deutsche Synchronisation 2001) nach Einsetzen seines Stimmbruchs den Charakter Manic, bevor er später in Rollen wie Krillin in Dragon Ball Z oder Anakin Skywalker in Star Wars an Popularität gewann. Auch Gerald Paradies, der später beispielsweise Nappa in Dragon Ball Z synchronisierte, sprach hier Grounder noch mit extrem hoher Stimme. Gerald Schaale als Coconuts kehrte 2022 in Sonic Prime mit seiner Rolle als Dr. Deep zum Sonic-Universum zurück.
| Synchronsprecher in Sonic der irre Igel | Synchronsprecher in Sonic der irre Igel | Synchronsprecher in Sonic der irre Igel                                         | Synchronsprecher in Sonic der irre Igel |
| Figur                                   | Deutscher Synchronsprecher              | Englischer Synchronsprecher                                                     | Japanischer Synchronsprecher            |
| --------------------------------------- | --------------------------------------- | ------------------------------------------------------------------------------- | --------------------------------------- |
| Sonic the Hedgehog                      | Simon Jäger                             | Jaleel White                                                                    | Junko Takeuchi                          |
| Miles Tails Prower                      | Wanja Gerick                            | Russi Taylor (Pilot) Christopher Welch (Episode 1–65) Chris Turner (Episode 66) | Rie Kugimiya                            |
| Dr. Robotnik                            | Joachim Pukaß                           | Jim Cummings (Pilot) Long John Baldry                                           | Kazuhiko Inoue                          |
| Scratch                                 | Oliver Feld                             | Phil Hayes                                                                      | Unshō Ishizuka                          |
| Grounder                                | Gerald Paradies                         | Gary Chalk                                                                      | Daisuke Ono                             |
| Coconuts                                | Gerald Schaale                          | Ian James Corlett                                                               | Kenjiro Tsuda                           |
| Robotnik Jr.                            | Udo Schenk                              | Ian James Corlett                                                               |                                         |
| Mama Robotnik                           | Barbara Ratthey                         | Kathleen Barr                                                                   | Chika Sakamoto                          |
| Breezie                                 | Franziska Pigulla                       | Venus Terzo                                                                     | Mayumi Tanaka                           |
| Professor von Schlemmer                 | Bodo Wolf                               | French Tickner                                                                  |                                         |
| Wes Weasley                             |                                         | Michael Donovan                                                                 |                                         |
| Dr. Brandon Quark                       | David Nathan                            | Terry Klassen                                                                   |                                         |

## Entstehung und Veröffentlichung
Es existiert eine 7-minütige, unveröffentlichte Pilotfolge vom 20. August 1992, die zeigen sollte, wie eine Sonic-Zeichentrickserie aussehen könnte. In dieser wurde Tails von Russi Taylor gesprochen, letztlich übernahm in der Serie Christopher Welch die Rolle des Tails. In der Episode Untouchable Sonic sehen sich Scratch und Grounder für einige Minuten Szenen aus der Pilotfolge an, die damit später doch verwendet wurden und auch der Abspann mit den Credits zeigte eine Szene der Pilotfolge, die Jahre später im Internet veröffentlicht wurde.
Am 6. September 1993 wurde in den USA die erste Folge im Fernsehen ausgestrahlt und die Serie lief durchgehend bis zur 65. Episode am 3. Dezember 1993. Die deutsche Premiere folgte am 3. Oktober 1995 auf Kabel 1, jedoch liefen die Folgen in anderer Reihenfolge.
Am 26. November 1996 wurde die 66. und letzte Folge auf USA Network ausgestrahlt und erschien am 16. Oktober 2001 bei Lionsgate Entertainment auf VHS. Auch 2003, 2007 und 2009 folgten weitere Neuveröffentlichungen mit der finalen Episode, die jedoch nie auf Deutsch umgesetzt wurde.

### Episoden
Die Serie besteht aus 65 Folgen und einem Weihnachtsspecial. Letztere wurde nicht im deutschen Fernsehen ausgestrahlt.
| Episoden von Sonic der irre Igel | Episoden von Sonic der irre Igel   | Episoden von Sonic der irre Igel         | Episoden von Sonic der irre Igel |
| Nr.                              | Originaltitel                      | Deutscher Episodentitel                  |                                  |
| -------------------------------- | ---------------------------------- | ---------------------------------------- | -------------------------------- |
| 1                                | Super Sonic Search And Smash Squad | Wer zuletzt lacht                        |                                  |
| 2                                | Subterranean Sonic                 | Der Geizkragen                           |                                  |
| 3                                | Lovesick Sonic                     | Was tut man nicht alles aus Liebe        |                                  |
| 4                                | Slowww Going                       | Die Schnarchbärenfalle                   |                                  |
| 5                                | High Stakes Sonic                  | In letzter Sekunde                       |                                  |
| 6                                | Sonic Breakout                     | In den Fängen Robotniks                  |                                  |
| 7                                | Trail Of The Missing Tails         | Robotniks Cousin Warpnik                 |                                  |
| 8                                | Close Encounter Of The Sonic Kind  | Unheimliche Begegnung der sonicschen Art |                                  |
| 9                                | Mama Robotnik's Birthday           | Mama Robotnik's Geburtstag               |                                  |
| 10                               | Big Daddy                          | Der Riesen-Monster-Affe                  |                                  |
| 11                               | Sonic's Song                       | Ein Lied für Sonic                       |                                  |
| 12                               | Birth Of A Salesman                | Vertreterbesuch                          |                                  |
| 13                               | Best Hedgehog                      | Alte Liebe rostet nicht                  |                                  |
| 14                               | The Robotnik Express               | Der Robotnik-Express                     |                                  |
| 15                               | Too Tall Tails                     | Die Riesenerfindung                      |                                  |
| 16                               | Tails’ New Home                    | Die Suche nach der richtigen Familie     |                                  |
| 17                               | Over The Hill Hero                 | Captain Rescue                           |                                  |
| 18                               | Blank Headed Eagle                 | Knallkopf Scratch                        |                                  |
| 19                               | Mystery Of The Missing Hi-Tops     | Die verschwundenen Turbo-Schuhe          |                                  |
| 20                               | So Long Sucker                     | Das Schmusemonster                       |                                  |
| 21                               | Sonic Gets Trashed                 | Die Ferienfalle                          |                                  |
| 22                               | Pseudo Sonic                       | Pseudo-Sonic                             |                                  |
| 23                               | Grounder The Genius                | Der Geniechip                            |                                  |
| 24                               | Tails In Charge                    | Der Kälteschlaf                          |                                  |
| 25                               | Sno Problem                        | Die teuflische Gefrierkanone             |                                  |
| 26                               | Submerged Sonic                    | Der Kampf um die Power-Perlen            |                                  |
| 27                               | Boogeymania                        | Die Boogeymonster                        |                                  |
| 28                               | Musta Been A Beautiful Baby        | Aufstand im Kindergarten                 |                                  |
| 29                               | Robotnik Junior                    | Robotnik Junior                          |                                  |
| 30                               | Full Tilt Tails                    | Der Flitz-Minz-Kaugummi                  |                                  |
| 31                               | MacHopper                          | MacHopper                                |                                  |
| 32                               | Mama Robotnik Returns              | Die Adoption                             |                                  |
| 33                               | Spaceman Sonic                     | Gestrandet im Weltraum                   |                                  |
| 34                               | Mad Mike, Da Bear Warrior          | Die Bären gegen den schwarzen Ritter     |                                  |
| 35                               | The Last Resort                    | Die Ferieninsel                          |                                  |
| 36                               | Robotnik's Rival                   | Kampf der Giganten                       |                                  |
| 37                               | The Magic Hassle                   | Der Held auf dem Geld                    |                                  |
| 38                               | Sonic the Matchmaker               | Eine unglückliche Erfindung              |                                  |
| 39                               | Tails Prevails                     | Sonics Geburtstag                        |                                  |
| 40                               | Zoobotnik                          | Mysteriöse Entführungen                  |                                  |
| 41                               | Attack On The Pinball Fortress     | Die Blödmach-Strahlenkanone              |                                  |
| 42                               | Mass Transit Trouble               | Leuchtturm Eins in Gefahr                |                                  |
| 43                               | Coachnik                           | Bombe im Kopf                            |                                  |
| 44                               | Untouchable Sonic                  | Die Schutzgeld-Erpresser                 |                                  |
| 45                               | Super Robotnik                     | Wer ist hier der Stärkste?               |                                  |
| 46                               | Robolympics                        | Die Robolympiade                         |                                  |
| 47                               | Magnificent Sonic                  | Sheriff Sonic                            |                                  |
| 48                               | Blackbot The Pirate                | Die Zeitmaschine                         |                                  |
| 49                               | Hedgehog Of The Hound Table        | Robotnik, König für einen Tag            |                                  |
| 50                               | Robotnik's Pyramid Scheme          | Robotniks Pyramide                       |                                  |
| 51                               | Prehistoric Sonic                  | Die geheimnisvollen Smaragde             |                                  |
| 52                               | Baby-Sitter Jitters                | Aufregung in Biberstadt                  |                                  |
| 53                               | Honey, I Shrunk The Hedgehog       | Robotniks Schrumpfmaschine               |                                  |
| 54                               | Robotnikland                       | Sonics Geburtstag                        |                                  |
| 55                               | The Mobius 5000                    | Die Mobius 5000 Rallye                   |                                  |
| 56                               | The Little Merhog                  | Im Reich der Meerigel                    |                                  |
| 57                               | Road Hog                           | Operation Pollenflug                     |                                  |
| 58                               | The Robots’ Robot                  | Der kleine Roboter                       |                                  |
| 59                               | Tails’ Tale                        | Im verhexten Tempel von Cocomatz         |                                  |
| 60                               | Hero Of The Year                   | Party mit Überraschungen                 |                                  |
| 61                               | Fast and Easy                      | Der coole Eddy                           |                                  |
| 62                               | Lifestyles Of The Sick And Twisted | Der rasende Studiogast                   |                                  |
| 63                               | Sonic is Running                   | Wahlkampf mit Tricks                     |                                  |
| 64                               | Robo-Ninjas                        | Sonic bekommt gefährliche Gegner         |                                  |
| 65                               | Sonically Ever After               | Sonic im Märchenland                     |                                  |
| 66                               | Sonic Christmas Blast              | –                                        |                                  |